# Baron Waqa
Baron Divavesi Waqa (* 31. prosince 1959 Boe) je nauruský politik a v letech 2013–2019 30. nauruský prezident. V březnu 2019 obdržel tchajwanský Řád jasného nefritu.
Studoval obor Strategie vzdělání na Monash University (se ziskem titulu magistr) a Obecné vzdělání (se ziskem titulu bakalář) na Univerzitě jižního Pacifiku.

## Politická kariéra
Počátky politické kariéry se datují do května 2003, kdy byl zvolen do nauruského parlamentu za volební okrsek Boe. Do srpna stejného roku byl krátce ministrem vnitra a ministrem školství. V dubnu 2004 byl jedním z vůdců protestů na nauruském letišti proti vládnímu postupu ve věci afghánských uprchlíků, za což byl odsouzen na 14 let vězení (tento trest byl však nedlouho poté zrušen).
Zvolen prezidentem byl v červnu 2013, kdy porazil ministra financí Rolanda Kuna v poměru hlasů 13:5. Hned o pár měsíců později, v lednu 2014, ustál první hlasování o nedůvěře. Při volbách v roce 2019 ztratil poslanecké křeslo, a s tím i možnost prodloužení prezidentského mandátu.